# Strotarchus minor
Strotarchus minor is een spinnensoort uit de familie van de Cheiracanthiidae.
De wetenschappelijke naam van de soort werd in 1909 gepubliceerd door Nathan Banks.